# Panji

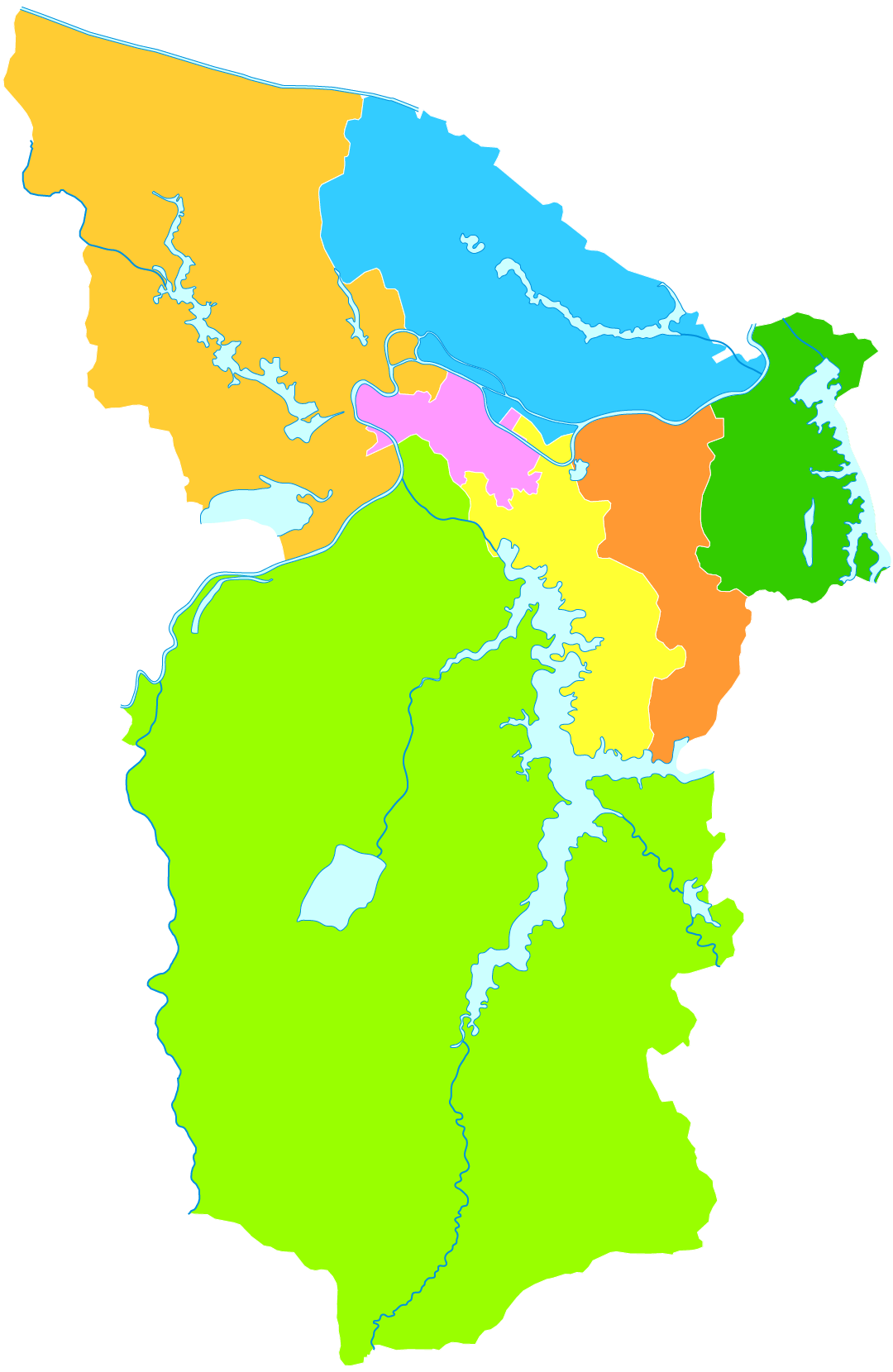
Lage des Bezirks Panji im Gebiet der bezirksfreien Stadt Huainan

Der Stadtbezirk Panji (chinesisch 潘集区, Pinyin Pānjí qū) ist ein Stadtbezirk der bezirksfreien Stadt Huainan in der chinesischen Provinz Anhui. Das Verwaltungsgebiet des Stadtbezirks hat eine Fläche von 597,3 km² und zählt 326 077 Einwohner (volkszählung 2020).

## Administrative Gliederung
Auf Gemeindeebene setzt sich der Stadtbezirk aus einem Straßenviertel, fünf Großgemeinden und fünf Gemeinden (davon eine der Hui) zusammen. 